# Alvah Meyer
Alvah T. Meyer (New York, 18 juli 1888 - Tucson, 19 december 1939) was een Amerikaanse atleet, die zich had toegelegd op de sprint. Hij nam eenmaal deel aan de Olympische Spelen en veroverde bij die gelegenheid een zilveren medaille.

## Biografie
Meyer nam deel aan de Olympische Spelen van 1912 in Stockholm, waar hij uitkwam op de 100 en 200 m. Op de 100 m kon hij in de finale niet op tegen zijn landgenoot Ralph Craig, die in 10,8 s zegevierde en moest hij genoegen nemen met het zilver in 10,9. Eerder had hij zijn halve finale in 10,7 gewonnen. De tijden in de finale werden overigens negatief beïnvloed, omdat die pas goed op gang kwam na niet minder dan acht valse starts! De regel om iemand na twee valse starts te diskwalificeren, bestond toen nog niet. Op de 200 m strandde hij reeds in de halve finales.
Tevens werd Meyer viermaal Amerikaans kampioen, in 1911 op de 60 yd, in 1912 op de 220 yd en in 1914 op zowel de 60 als de 300 yd.
In 1914 liep Meyer een wereldindoorrecord op de 60 yd in 6,4. Een jaar later voegde hij daar op de 330 yd indoor in 32,2 een wereldrecord aan toe.

## Titels
- Amerikaans kampioen 60 yd - 1911, 1914
- Amerikaans kampioen 220 yd - 1912
- Amerikaans kampioen 300 yd - 1913

## Palmares

### 100 m
- 1912:  OS - 10,9 s (in ½ fin. 10,7 s)

### 200 m
- 1912: 2e in ½ fin. OS - onbekende tijd

- Bibliothèque nationale de France: cb14975849g (data)
- Gemeinsame Normdatei: 1281467707
- Virtual International Authority File: 316737107